# Co・no・mi・chi
〈co・no・mi・chi〉(일본어: コノミチ 코노미치[*])는 Buono!의 6번째 싱글이다. 2009년 1월 21일 발매했다. 유통사는 포니 캐년이다.

## 특징
- 첫회 한정판은 CD+DVD. 상용판은 CD뿐이다. 또, 첫회 한정판과 상용판에는 이벤트 참가 추첨 일련 번호 카드와 Buono! 오리지널 트레이딩 카드(첫회/통상별 도안)가 있다.
- 첫회 한정판의 DVD 수록 내용은 자켓 촬영 메이킹이다.
- Buono!의 악곡의 작곡을 층쿠♂가 담당한 것은 이 작품이 처음이다.
- 또, 커플링곡인 〈무적의 ∞ Power〉의 작곡을 담당한 오오야기히로오는 주로 쟈니즈 소속의 아티스트의 작품을 다루고 있는 작곡가이며, 헬로! 프로젝트 소속의 아티스트에게 악곡을 제공한 것은 이번이 처음이다.
- 리드 보컬은 츠구나가 모모코이다.

## 수록곡
1. co·no·mi·chi
  - 작사：미우라 요시코
  - 작곡：층쿠♂
  - 편곡：AKIRASTAR・나카야마 노부히코
  - 《캐릭캐릭 체인지》의 엔딩곡(2009년 2월～3월).
2. 무적의 ∞ 파워(無敵の∞Power 무테키노무겐다이파와[*])
  - 작사：카와카미 나츠키
  - 작곡：오오야기 히로오
  - 편곡：키노시타 요시유키
3. co·no·mi·chi (Instrumental)
4. 무적의 ∞ 파워(無敵の∞Power 무테키노무겐다이파와[*]) (Instrumental)